# 대니 윌릿
대니 윌릿(영어: Danny Willett, 1987년 10월 3일 ~ )은 잉글랜드의 골프 선수이다. 2016년 4월, 매스터스 토너먼트에서 챔피언이 되었다.